# Ariel Fernández
Ariel Fernández – piłkarz urugwajski, napastnik.
Jako piłkarz klubu CA Cerro wziął udział w turnieju Copa América 1957, gdzie Urugwaj zajął czwarte miejsce. Fernández zagrał w dwóch meczach - z Ekwadorem i Kolumbią.